# Oktawa wielkanocna
Oktawa wielkanocna – uroczyste obchody zmartwychwstania Jezusa. Oktawa rozpoczyna się Wigilią Paschalną w Wielką Noc i trwa do Niedzieli Miłosierdzia Bożego. Jest to łącznie 8 dni. Z racji tego, że każdy dzień oktawy jest uroczystością Zmartwychwstania, w piątek będący dniem oktawy nie obowiązuje wstrzemięźliwość od pokarmów mięsnych. W każdej mszy oktawy w rozesłaniu dodaje się podwójne alleluja:
Kapłan: Idźcie w pokoju Chrystusa, alleluja, alleluja!
Wierni: Bogu niech będą dzięki, alleluja, alleluja!